# Shuhei Matsubara
Shuhei Matsubara (松原 修平 Matsubara Shuhei?), född 11 augusti 1992 i Hokkaido prefektur, är en japansk fotbollsspelare.
Matsubara började sin karriär 2011 i Fagiano Okayama. Efter Fagiano Okayama spelade han för Kamatamare Sanuki, Thespakusatsu Gunma och Shonan Bellmare.